# Establo Tokiwayama

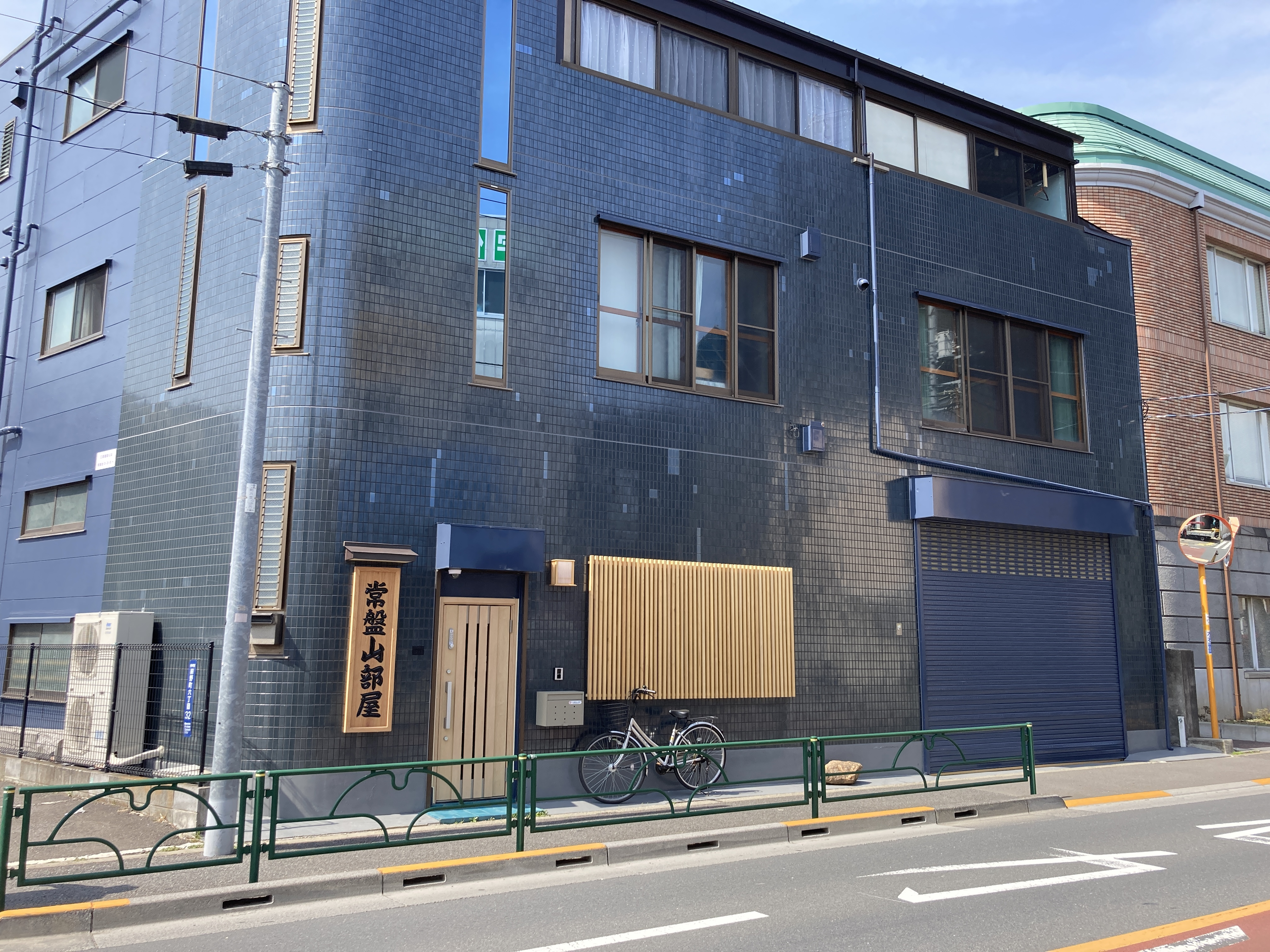
Fachada exterior del Establo Tokiwayama

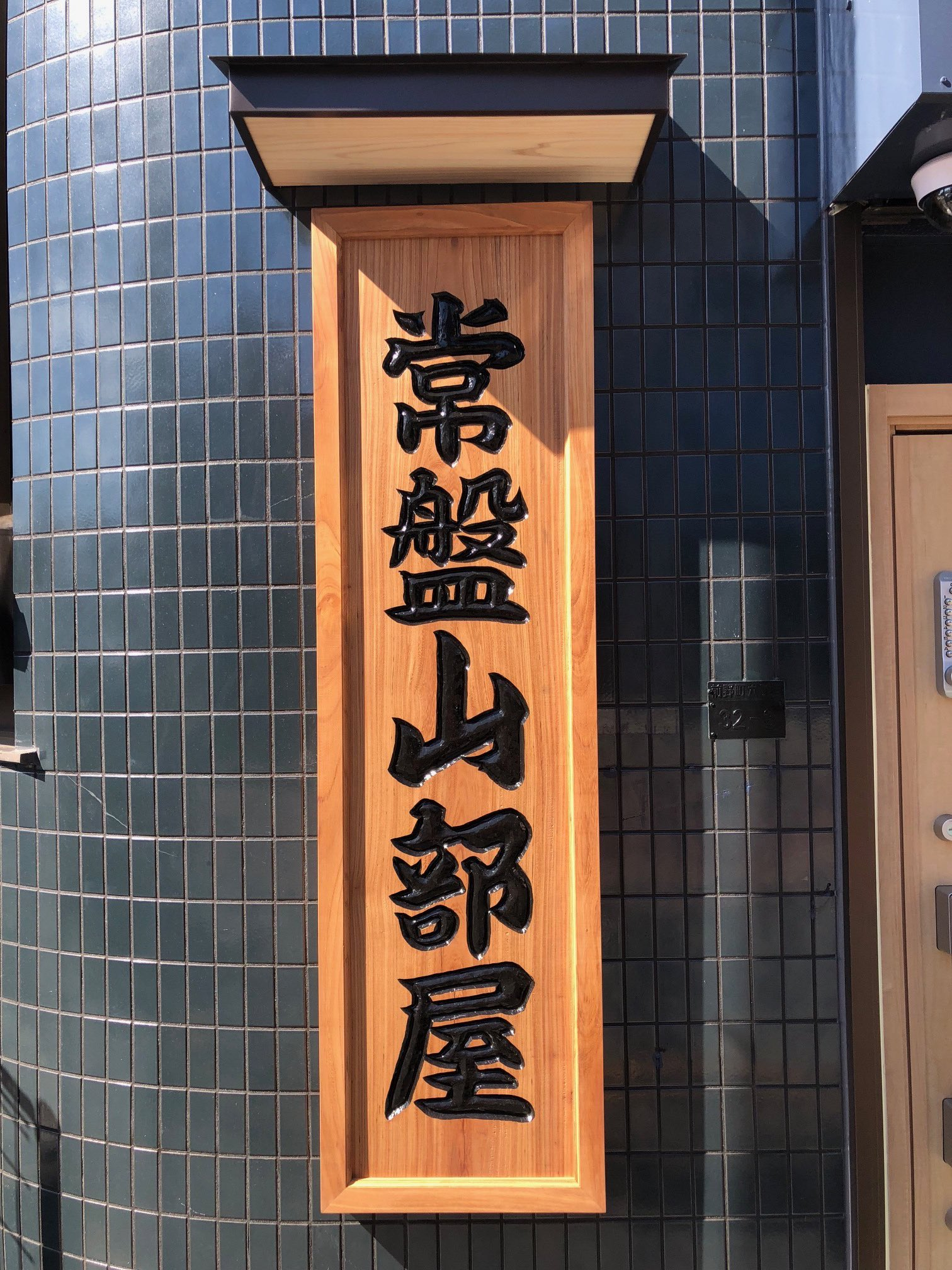
Placa de madera con el nombre del Establo Tokiwayama

El Establo Tokiwayama (常盤山部屋, Tokiwayama-beya) es un establo de entrenamiento de sumo profesional. El establecimiento forma parte del ichimon Nishonoseki. Para enero de 2023, poseía un total de 10 luchadores.

## Historia
El establo fue fundado como el Establo Chiganoura en septiembre de 2004 por el ex sekiwake Masudayama tras independizarse del establo Kasugano a la inusual edad de 53 años, y tras haber perdido la oportunidad de heredar el establo Kasugano cuyo control fue asumido por el ex sekiwake Tochinowaka. Masudayama se llevó a cuatro luchadores consigo, y el último de estos, Burinosato, se retiró en 2019. En abril de 2016, el ex komusubi Takamisugi asumió el control del establo cuando Masudayama alcanzó la edad de retiro obligatoria a los 65 años, alineando luego el establecimiento con el ichimon Takanohana, y retirándose del ichimon Dewanoumi. El anterior maestro Chiganoura, ahora retirado, cambió su nombre a Tokiwayama y fue recontratado por el establo como consultor por un período de cinco años. En junio de 2018, el ichimon Takanohana fue disuelto y el maestro Chiganoura se incorporó al clan Ōnomatsu, con Masudayama manteniéndose sin afiliación. En septiembre, el establo se incorporó al ichimon Nishonoseki y el 1 de octubre, el maestro Chiganoura adoptó a los luchadores y al personal del difunto establo Takanohana tras la renuncia de Takanohana ante la Asociación Japonesa de Sumo. En noviembre, Takakeishō obtuvo el campeonato en la división makuuchi durante su primer torneo en el nuevo establo, y en marzo de 2019 fue promovido al rango de ōzeki. En noviembre de 2020, ante el inminente retiro de Masudayama, y como parte de un acuerdo previo, Takamisugi y Masudayama volvieron a intercambiar sus nombres de maestro, tras esto, Takamisugi reestableció el nombre original del establo, Tokiwayama.
Hasta 2021, el establo estuvo ubicado en el barrio especial de Taitō, cercano al templo Sensō-ji, y operó dentro de la misma instalación del antiguo establo Takasago antes de su fusión con el establo Wakamatsu. En febrero de 2021, el establo fue mudado a una nueva instalación en Maeno-chō dentro del barrio especial de Itabashi. El antiguo edificio fue ocupado por el establo Tatsunami, y el maestro Chiganoura continuó viviendo allí hasta que su período de consultoría terminó en noviembre de 2021, retirándose definitivamente de la Asociación Japonesa de Sumo.
El establo fue hogar del único luchador de sumo húngaro en el circuito profesional, Masutōō[ja], el cual estuvo en el podio del Campeonato Mundial de Sumo de 2004 junto a Tochinoshin, Gōeidō y Kaisei, no obstante, este no logró progresar más allá de la división makushita.

## Nombres de ring
Varios luchadores de este establo han adoptado nombres de ring o shikona con el prefijo "Masu" (舛), extraído del nombre del anterior maestro y fundador del establo, el ex sekiwake Masudayama. Ejemplos incluyen a Masunoshō, Masutoo y Masutenryū. Sin embargo, cuando Masunoshō fue promovido a la división jūryō tras el torneo de septiembre de 2017, su shikona fue cambiado a Takanoshō en honor al nuevo maestro del establo, el ex komusubi Takamisugi.

## Dueños
- 2016–presente: El décimo quinto (15°) y décimo séptimo (17°) Tokiwayama Takakatsu (iin, ex komusubi Takamisugi)
- 2004–2016: El décimo noveno (19°) Chiganoura Yasuhito (riji, ex sekiwake Masudayama)

## Luchadores activos destacados
- Takanoshō (mejor rango: sekiwake)
- Takakento (mejor rango: jūryō)
- Wakanoshō[ja] (mejor rango: jūryō)

## Exluchadores destacados
- Takakeishō (mejor rango: ōzeki)
- Takanoiwa (mejor rango: maegashira)
- Takanofuji (mejor rango: jūryō)
- Takagenji (mejor rango: maegashira)
- Masunoyama (mejor rango: maegashira)

## Entrenadores
- Minatogawa Takanobu (toshiyori, ex ōzeki Takakeishō)
- Tokiwayama Yasuhito (san'yo, ex sekiwake Masudayama)

## Asistentes
- Tochinoyama[ja] (sewanin, ex makushita, de nombre real: Hiroshi Yamada)
- Ranbō[ja] (sewanin, ex makushita, de nombre real: Takao Inoue)

## Gyōji
- Kimura Hideaki (makushita gyōji, de nombre real: Akira Moriyasu)
- Kimura Masatoshi (jonidan gyōji, de nombre real: Shohei Uto)

## Yobidashi
- Hiroshi (jonokuchi yobidashi, de nombre real: Hiraoka Yoshitake)

## Tokoyama
- Tokokatsu (tokoyama de primera clase)
- Tokosen (tokoyama de tercera clase)

## Ubicación y acceso
Maeno-chō, barrio especial de Itabashi, Tokio. A 15 minutos caminando desde la Estación Tokiwadai, (Línea Tōbu Tōjō)